# 蘭玉 (明朝進士)
蘭玉（1439年—？），字廷章，直隸真定府趙州人，民籍。明朝政治人物。進士出身。

## 生平
順天府鄉試第二名。成化八年（1472年）壬辰科會試會試第一百四十名，殿試登進士第三甲第四十三名。

## 家族
曾祖父蘭從政。祖父蘭翥。父亲蘭福厚。